# Bernard Bureau
Pour les articles homonymes, voir Bureau.
Bernard Bureau est un footballeur français né le 25 janvier 1959 à Lagny dans l'Oise. Il évoluait au poste d'attaquant de la fin des années 1970 au début des années 1990.
Après des débuts professionnels au Paris SG, il évolue ensuite au Stade brestois, au Lille OSC, au Matra Racing, à l'AS Nancy-Lorraine et termine sa carrière au Stade de Reims.

## Biographie
Bernard Bureau commence le football à l'AS Chelles. Repéré par le Paris SG, il rejoint le club parisien en 1978. Très rapide, il évolue au poste d'ailier droit puis au poste d'avant-centre. Georges Peyroche le fait aussi jouer arrière droit. Il est sélectionné en fin de saison en équipe de France espoirs par Jacky Braun pour disputer le Tournoi de Toulon. Les « Bleuets » terminent à la quatrième place de la compétition.
Prêté en 1981 au Stade brestois, il est transféré définitivement dans ce club l'année suivante. Il réalise lors de sa seconde saison au club sa plus belle saison en marquant dix buts en championnat et en inscrivant même un triplé face à l'AS Monaco en huitième de finale de la coupe de France. Ces bonnes performances lui valent d'être appelé par Henri Michel en équipe de France olympique le 23 avril 1983 face à la Belgique. Les Français s'imposent deux buts à zéro. Il dispute trois rencontres avec cette équipe mais n'est pas sélectionné pour les Jeux olympiques de 1984.
Après deux saisons au Stade brestois, il est échangé contre Joêl Henry et rejoint alors le Lille OSC. Avec les Lillois, il atteint en 1985 les demi-finales de la coupe de France où le club est éliminé par l'AS Monaco sur le score de deux buts à un sur les deux matchs. L'année suivante, il inscrit treize buts en championnat mais le club doit passer par les barrages pour sauver sa place en Division 1.
Bernard Bureau rejoint en 1986 le Matra-Racing qui vient de monter en division 1. Barré par Pierre Littbarski et Enzo Francescoli, autres recrues, il ne joue que trente-quatre matchs en deux saisons.
Il signe alors à l'AS Nancy Lorraine qui évolue en Division 2. L'année suivante, il est champion de France de Division 2 avec les Nancéiens en battant le Stade rennais dans le match des champions (2-0).
Bernard Bureau n'est pas conservé par l'AS Nancy Lorraine et il rejoint alors le Stade de Reims. Avec les Rémois, il ne dispute que treize matchs de championnat et il met fin en fin de saison 1991 à sa carrière professionnelle.

## Palmarès
Il remporte, sous les couleurs de l'AS Nancy-Lorraine, le championnat de France de division 2 en 1990.
Il compte trois sélections avec l'équipe de France olympique. Avec l'équipe de France espoirs, il termine quatrième du Tournoi de Toulon.

## Statistiques
Le tableau ci-dessous résume les statistiques en match officiel de Bernard Bureau durant sa carrière de joueur professionnel.
| Saison                | Club                  | Championnat           | Championnat | Championnat | Coupe(s) nationale(s) | Coupe(s) nationale(s) | Sélection        | Sélection | Sélection | Total | Total |
| Saison                | Club                  | Division              | M.          | B.          | M.                    | B.                    | Équipe           | M.        | B.        | M.    | B.    |
| 1978-1979             | Paris Saint-Germain   | Division 1            | 17          | 5           | 2                     | 0                     | -                | -         | -         | 19    | 5     |
| 1979-1980             | Paris Saint-Germain   | Division 1            | 22          | 5           | 1                     | 0                     | -                | -         | -         | 23    | 5     |
| 1980-1981             | Paris Saint-Germain   | Division 1            | 4           | 1           | -                     | -                     | -                | -         | -         | 4     | 1     |
| Sous-total            | Sous-total            | Sous-total            | 43          | 11          | 3                     | 0                     | -                | -         | -         | 46    | 11    |
| 1981-1982             | Stade brestois 29     | Division 1            | 26          | 6           | 5                     | 2                     | -                | -         | -         | 31    | 8     |
| 1982-1983             | Stade brestois 29     | Division 1            | 35          | 10          | 7                     | 5                     | France olympique | 1         | 0         | 43    | 15    |
| Sous-total            | Sous-total            | Sous-total            | 61          | 16          | 12                    | 7                     | -                | 1         | 0         | 74    | 23    |
| 1983-1984             | Lille OSC             | Division 1            | 37          | 8           | 1                     | 0                     | France olympique | 2         | 0         | 40    | 8     |
| 1984-1985             | Lille OSC             | Division 1            | 26          | 3           | 9                     | 0                     | -                | -         | -         | 35    | 3     |
| 1985-1986             | Lille OSC             | Division 1            | 34          | 13          | 3                     | 0                     | -                | -         | -         | 37    | 13    |
| Sous-total            | Sous-total            | Sous-total            | 97          | 24          | 13                    | 0                     | -                | 2         | 0         | 112   | 24    |
| 1986-1987             | Racing Club de Paris  | Division 1            | 21          | 1           | 1                     | 0                     | -                | -         | -         | 22    | 1     |
| 1987-1988             | Matra Racing          | Division 1            | 11          | 0           | 2                     | 1                     | -                | -         | -         | 13    | 1     |
| Sous-total            | Sous-total            | Sous-total            | 32          | 1           | 3                     | 1                     | -                | -         | -         | 35    | 2     |
| 1988-1989             | AS Nancy-Lorraine     | Division 2            | 31          | 8           | 1                     | 0                     | -                | -         | -         | 32    | 8     |
| 1989-1990             | AS Nancy-Lorraine     | Division 2            | 26          | 4           | 4                     | 0                     | -                | -         | -         | 30    | 4     |
| Sous-total            | Sous-total            | Sous-total            | 57          | 12          | 5                     | 0                     | -                | -         | -         | 62    | 12    |
| 1990-1991             | Stade de Reims        | Division 2            | 13          | 0           | -                     | -                     | -                | -         | -         | 13    | 0     |
| Sous-total            | Sous-total            | Sous-total            | 13          | 0           | -                     | -                     | -                | -         | -         | 13    | 0     |
| Total sur la carrière | Total sur la carrière | Total sur la carrière | 303         | 64          | 36                    | 8                     | -                | 3         | 0         | 342   | 72    |

## Distinctions
- Meilleur buteur de la Coupe de France en 1983  avec le Stade brestois 29 (5 buts)